# 나뮈르주

나뮈르주의 위치

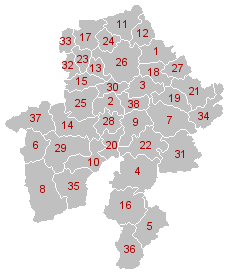
나뮈르주의 지방 자치체

나뮈르주(프랑스어: Province de Namur, 왈롱어: Nameur, 네덜란드어: Namen)는 벨기에 남부 왈롱 지방에 위치한 주로 주도는 나뮈르이며 면적은 3,664km2, 인구는 476,835명(2011년 1월 1일 기준), 인구 밀도는 130명/km2이다.
서쪽에서 시계 방향으로 벨기에 에노주, 브라방왈롱주, 리에주주, 뤽상부르주, 프랑스와 접하며 3개 행정구와 38개 지방 자치체를 관할한다.

주기
주 문장